# Markeaton
Markeaton är en by i distriktet Derby, i grevskapet Derbyshire, i England. Byn är belägen 10 km från Belper. Markeaton var en civil parish 1866–1934 när blev den en del av Allestree, Darley Abbey, Derby och Mackworth. Civil parish hade 307 invånare år 1931. Byn nämndes i Domedagsboken (Domesday Book) år 1086, och kallades då Marcheto(u)ne.